# Bodegas Casajús
Casajus, ou Bodegas Casajús, en français Domaine Casajús, est un domaine viticole familial espagnol,,,.
Il se trouve dans la localité burgalaise de Quintana del Pidio, située dans l'appellation d'origine Ribera del Duero. Pendant des générations, les familles Calvo et Casajús ont fabriqué leurs propres vins familiaux mais ce n'est qu'en 1993 que José Alberto Calvo Casajús a fondé le domaine.
Le domaine est devenu célèbre au niveau international grâce aux évaluations du magazine américain spécialisé dans le vin Robert Parker's The Wine Advocate. On y trouve leurs vins Casajús Antiguos Viñedos, Vendimia Seleccionada et, en particulier, son vin d'auteur NIC,,.

## Histoire

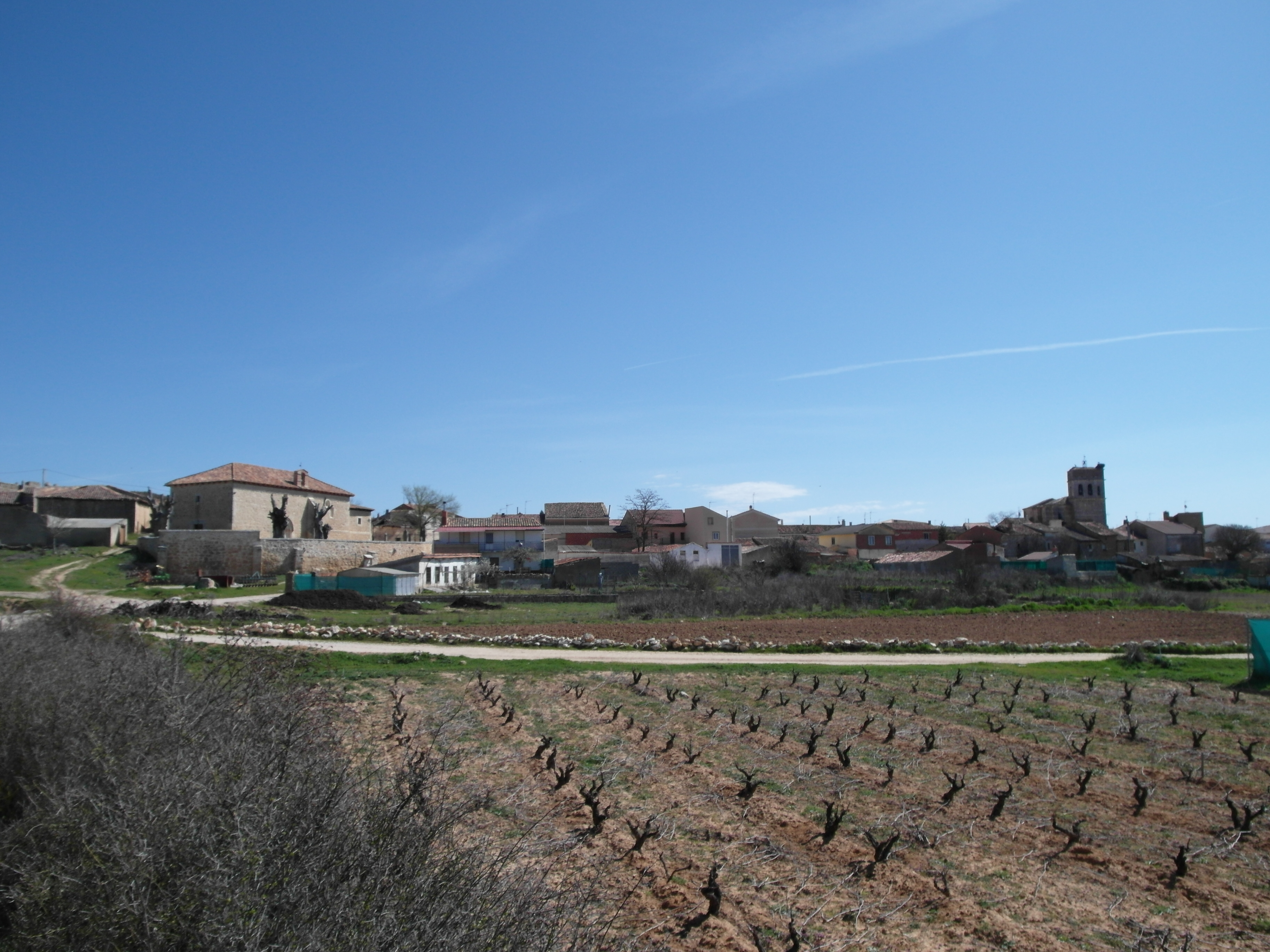
Vue de Quintana del Pidio dans l'appellation d'origine Ribera del Duero

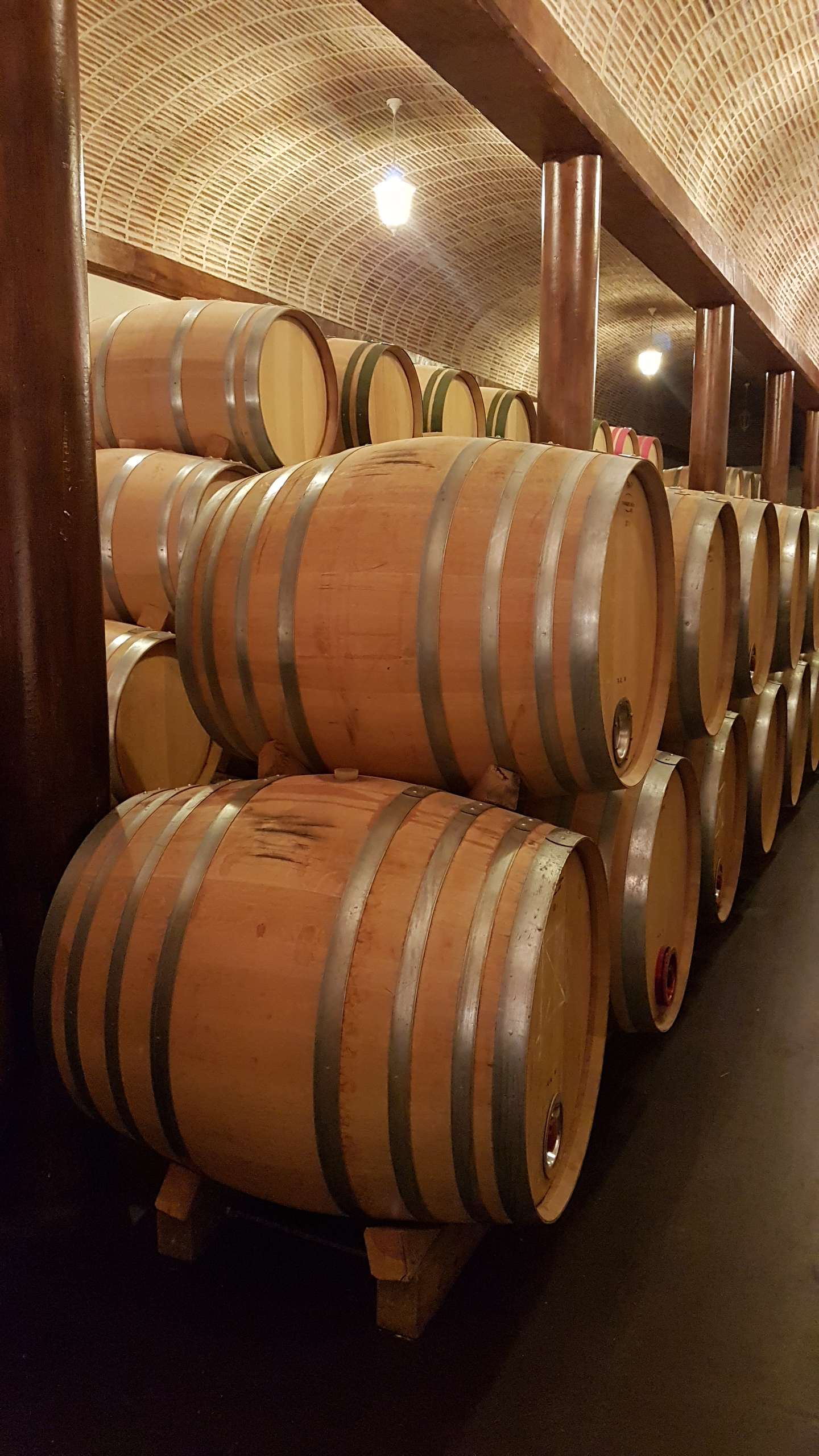
Fûts de chêne de 500 litres dans la cave Casajús

### Années 1920
Les grands parents de José Alberto, et de son épouse Leonor, ont planté leurs vignes en 1920, à Quintana del Pidio au cœur de Ribera del Duero. Pendant des générations, les familles Calvo et Casajús ont fabriqué leurs propres vins dans les caves traditionnelles.

### Années 1960
C'est en 1963 que la coopérative locale du vin "Los Olmos" a été fondé à Quintana del Pidio dont la famille de José Alberto et Leonor étaient les fondateurs et membres actifs jusqu'au début des années 1990,,.

### Années 1990et2000
En 1993, José Alberto a quitté la coopérative locale pour fonder son propre domaine à Quintana del Pidio: “Bodegas J.A. Calvo Casajús”, activité qu'il a associé au travail de boulanger,,.
Lors de l'année 2004, il commence à produire son vin d'auteur NIC, acronyme du nom de ses enfants Nicolás et Catalina,.
Au milieu de cette même décennie, il commence à recevoir la reconnaissance internationale pour ses notes élevées du magazine Robert Parker's The Wine Advocate,,.

### Années 2010
En 2013, il reçoit les plus élevés à Ribera del Duero du critique britannique Neal Martin pour le magazine américain Robert Parker's The Wine Advocate pour son vin NIC 2009 avec 97 points, et Casajús Antiguos Viñedos 2009 avec 95 points, recevant alors, toute l'attention des médias internationaux,,,,.

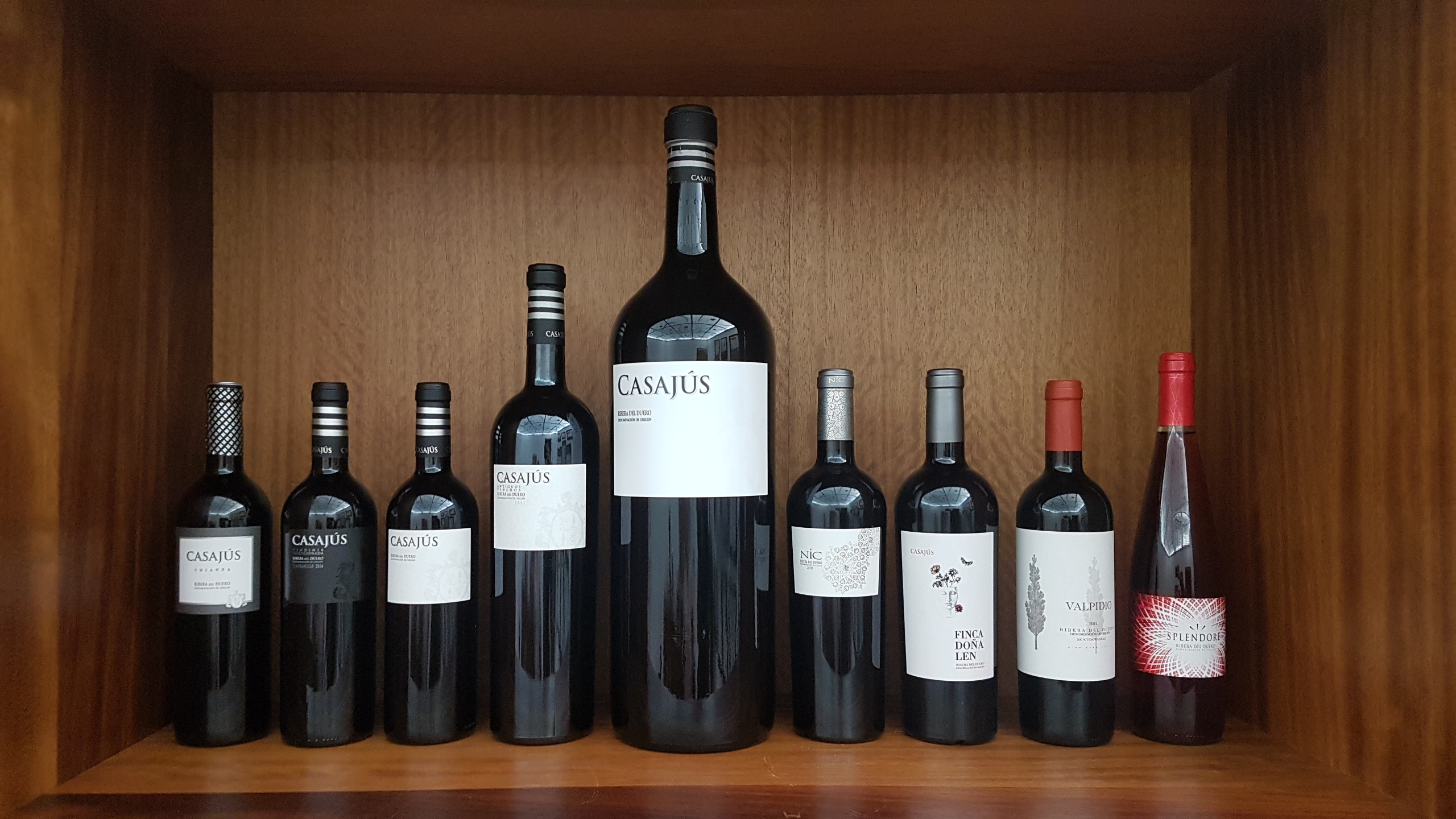
Bouteilles appartenant à Domaine Casajús.